# Magsjön
Magsjön är en sjö i Surahammars kommun i Västmanland och ingår i Norrströms huvudavrinningsområde. Sjön har en area på 0,325 kvadratkilometer och ligger 59,9 meter över havet. Sjön avvattnas av vattendraget Kolbäcksån.

## Delavrinningsområde
Magsjön ingår i det delavrinningsområde (662480-152405) som SMHI kallar för Inloppet i Östersjön. Medelhöjden är 75 meter över havet och ytan är 34,36 kvadratkilometer. Räknas de 139 avrinningsområdena uppströms in blir den ackumulerade arean 2 947,58 kvadratkilometer. Kolbäcksån som avvattnar avrinningsområdet har biflödesordning 3, vilket innebär att vattnet flödar genom totalt 3 vattendrag innan det når havet efter 160 kilometer. Avrinningsområdet består mestadels av skog (57 procent), jordbruk (15 procent) och sankmarker (12 procent). Avrinningsområdet har 0,48 kvadratkilometer vattenytor vilket ger det en sjöprocent på 1,4 procent. Bebyggelsen i området täcker en yta av 2,71 kvadratkilometer eller 8 procent av avrinningsområdet.